# متروی میلواکی-دیربورن
متروی میلواکی-دیربورن بخش زیرزمینی سیستم متروی شیکاگو در لوپ، شیکاگو، ایلینوی است. ۳٫۸۵ مایل (۶٫۲۰ کیلومتر) طول دارد و قسمت مرکزی خط آبی را تشکیل می‌دهد. از فوریه ۲۰۱۳، مترو به طور متوسط هر روز هفته به ۴۴۵۸۴ مسافر خدمات رسانی می‌کند. از آنجایی که مترو توسط خط آبی سرویس دهی می‌شود، ۲۴ ساعت شبانه روز و ۳۶۵ روز در سال پذیرای مسافران است.

## تاریخ
پروژه متروی میلواکی-دیربورن توسط برنامه‌های نیو دیل که توسط فرانکلین دی. روزولت در طول رکود بزرگ تأسیس شده بود، تأمین مالی شد. در سال ۱۹۳۷، شهر شیکاگو با موفقیت برای کمک مالی و وام فدرال از اداره پیشرفت کار درخواست کرد تا بودجه ساخت دو تونل مترو را تأمین کند، تونل اولی در زیر خیابان ایالتی و دومی در زیر خیابان میلواکی و خیابان دیربورن ساخته می شد. در مارس ۱۹۳۹، ساخت و ساز متروی میلواکی-دیربورن آغاز شد. این تونل در اعماق دفن شد تا امکان استفاده از دستگاه حفاری تونل در طول ساخت مترو فراهم شود. تنها بخش‌های مختصری با استفاده از روش «برش و پوشش» ساخته شد. جیره‌بندی تحمیل شده توسط جنگ جهانی دوم، تکمیل مترو را به دلیل کمبود مواد به تاخیر انداخت. ساخت و ساز متروی میلواکی-دیربورن، که ۸۰ درصد آن در سال ۱۹۴۲ تکمیل شد، به طور موقت متوقف شد تا امکان استفاده از نیروی کار و مواد کمیاب برای ادامه ساخت و ساز متروی خیابان ایالتی، که یک اولویت در نظر گرفته شد، فراهم شود. در دسامبر ۱۹۴۵، شهر شیکاگو کار متروی میلواکی-دیربورن را از سر گرفت.
متروی میلواکی-دیربورن به طور رسمی در ۲۵ فوریه ۱۹۵۱ برای خدمات مسافری افتتاح شد. در سال ۱۹۵۸، شاخه جنوبی تونل در زیر کنگره پارک وی، از پایانه سابق خود در لاسال، برای اتصال به شعبه کنگره در میانه بزرگراه آیزنهاور گسترش یافت. ایستگاه جدیدی در این زمان در خیابان کلینتون افتتاح شد. در ۹ فوریه ۱۹۹۲، اداره حمل و نقل شیکاگو ایستگاه گرند میلواکی را به دلیل کاهش بودجه و تعداد مسافر کم تعطیل کرد. این ایستگاه در ۲۵ ژوئن ۱۹۹۹ در ساعت ۶:۰۰ بازگشایی شد در ۱۳ آوریل ۱۹۹۲، متروی میلواکی-دیربورن به دلیل سیل بزرگ شیکاگو بسته شد.
سه ایستگاه مجاور در منطقه لوپ، واشنگتن، مونرو و جکسون - یک سکوی طولانی پیوسته را تشکیل می‌دهند که در زیر خیابان دیربورن قرار دارد.

### حوادث
در ۱۱ ژوئیه ۲۰۰۶، خروج قطار از ریل باعث آتش‌سوزی در متروی میلواکی-دیربورن شد که باعث شد مترو به طور موقت بسته شود. ۱۵۰ نفر به درجات مختلف مجروح شدند اما تلفات جانی نداشتند.

## سرویس
در ۲۱ فوریه ۱۹۹۳، سی‌تی‌ای خطوط را با رنگ کدگذاری کرد و متروی میلواکی-دیربورن را به بخشی از خط آبی امروزی تبدیل کرد. خط آبی ۲۴ ساعت شبانه روز/هفته اجرا می‌شود و خدمات بین اوهیر و فورست پارک ارائه می‌دهد.

## فهرست ایستگاه
| ایستگاه   | محل                                | نکات و نکات مورد علاقه |
| --------- | ---------------------------------- | --- |
| دیویژن    | ۱۲۰۰ شمالی خیابان میلواکی، شیکاگو  | جزیره غاز ، مثلث پولونیا ، پارک حصیری ، تئاتر شوپن ، ماموریت لهستانی ترینیتی مقدس ، میدان نجیب سنت استانیسلاوس کوستکا |
| شیکاگو    | ۸۰۰ شمالی خیابان میلواکی، شیکاگو   | سنت جان کانتیوس |
| گرند      | ۵۰۲ شمالی خیابان میلواکی، شیکاگو   | تعطیل ۱۸ بهمن ۹۲; بازگشایی در ۲۵ ژوئن ۱۹۹۹ |
| کلارک/لیک | ۱۲۴ غربی خیابان لیک، شیکاگو        | مرکز جیمز آر. تامپسون ، مرکز ریچارد جی. دیلی ، تالار شهر شیکاگو ایستگاه انتقال خطوط نارنجی ، سبز ، بنفش ، قهوه ای و صورتی                                                                                                  |
| واشنگتن   | ۱۲۷ شمالی خیابان دیربورن، شیکاگو   | مرکز ریچارد جی دیلی ، شیکاگو پیکاسو ، ساختمان اداری شهرستان کوک ، تئاتر گودمن ایستگاه انتقال برای خط قرمز از طریق پدوی . قبلاً از طریق یک تونل انتقال سطح پایین تر به ایستگاه بسته واشنگتن در مترو خیابان ایالتی .          |
| مونرو     | ۳۰ جنوبی خیابان دیربورن، شیکاگو    | ساختمان فولادی داخلی ، تئاتر سی‌آی‌بی‌سی ، برج چیس |
| جکسون     | ۳۱۲ جنوبی خیابان دیربورن، شیکاگو   | ساختمان فدرال کلوچینسکی ، فلامینگو ، مرکز کتابخانه هارولد واشنگتن ، دادگاه اورت مک کینلی دیرکسن ایالات متحده ایستگاه انتقال خطوط قرمز و خطوط قهوه ای ، نارنجی ، صورتی و بنفش از طریق کتابخانه هارولد واشنگتن ایالت/ون بورن |
| لاسالی    | ۱۵۰ غربی جاده آیدا بی. ولز، شیکاگو | مرکز اصلاح و تربیت متروپولیتن ، ایستگاه خیابان لاسال ، بورس اوراق بهادار شیکاگو |
| کلینتون   | ۴۲۶ جنوبی خیابان کلینتون، شیکاگو   | ایستگاه اتحادیه ، ترمینال گری‌هاوند، اداره پست اصلی شیکاگو |

## گالری تصاویر

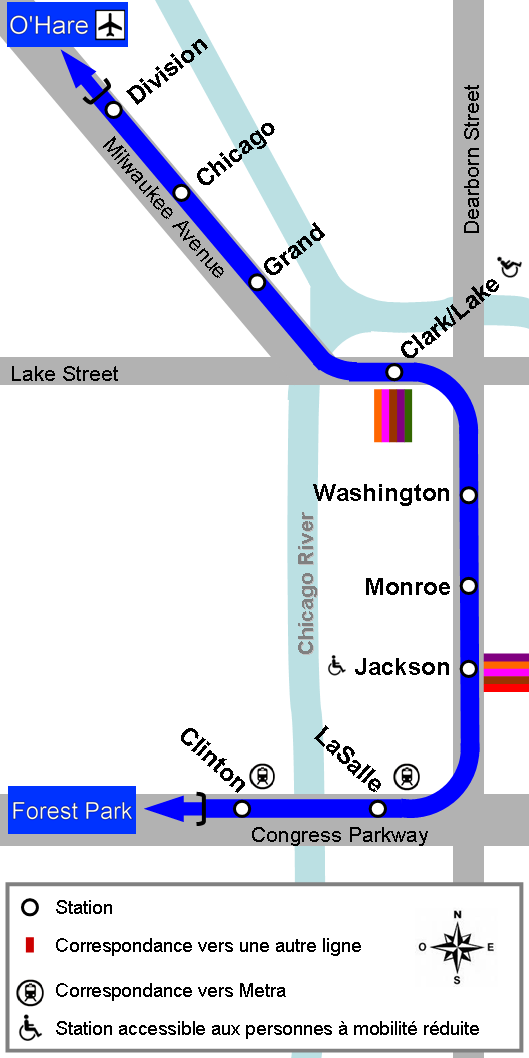
مسیر مترو همانطور که اکثر مسیر را در منطقه لوپ نشان می‌دهد.
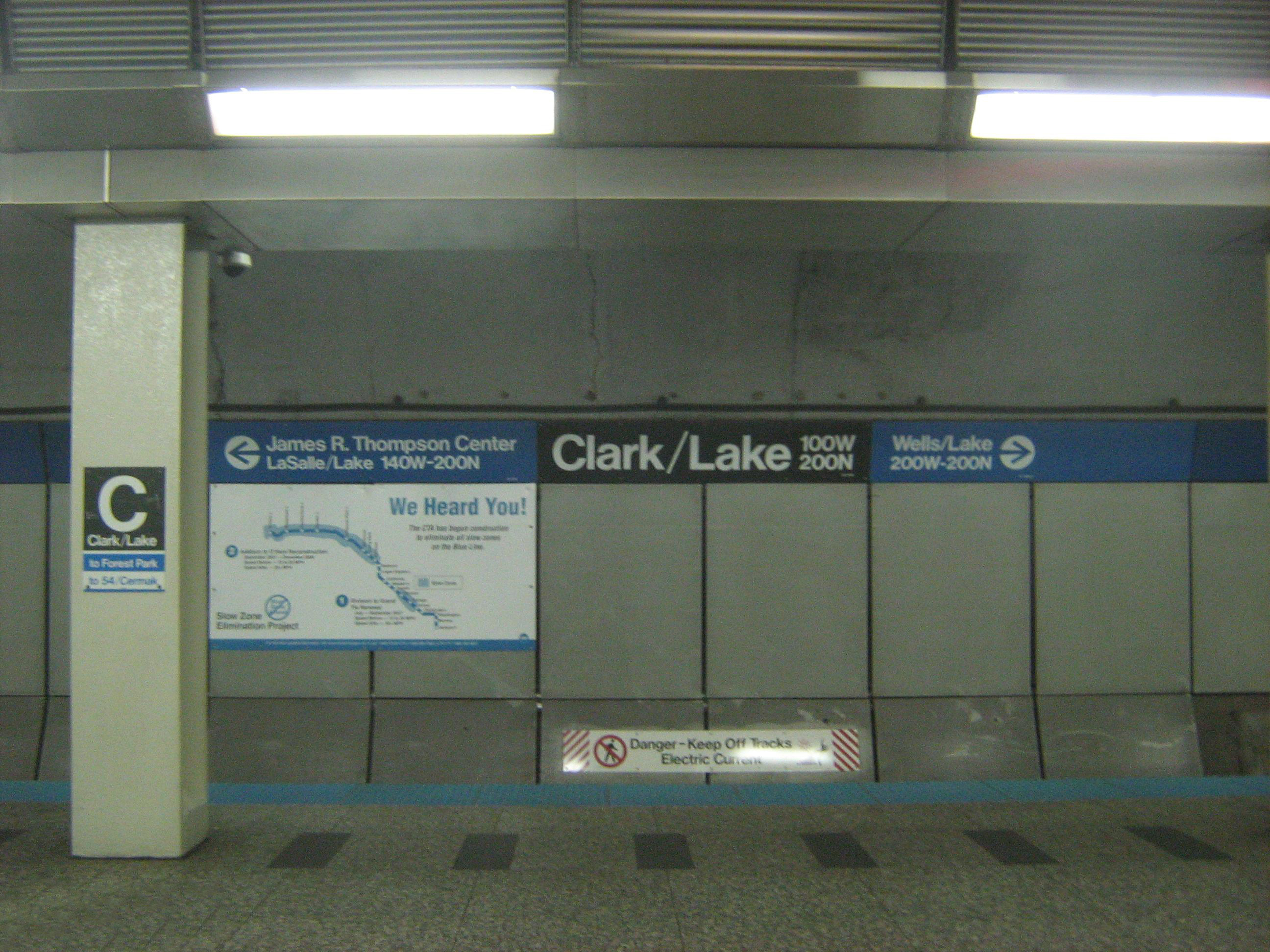
سکوی مترو در کلارک/لیک، شلوغ ترین ایستگاه سه سطحی شبکه
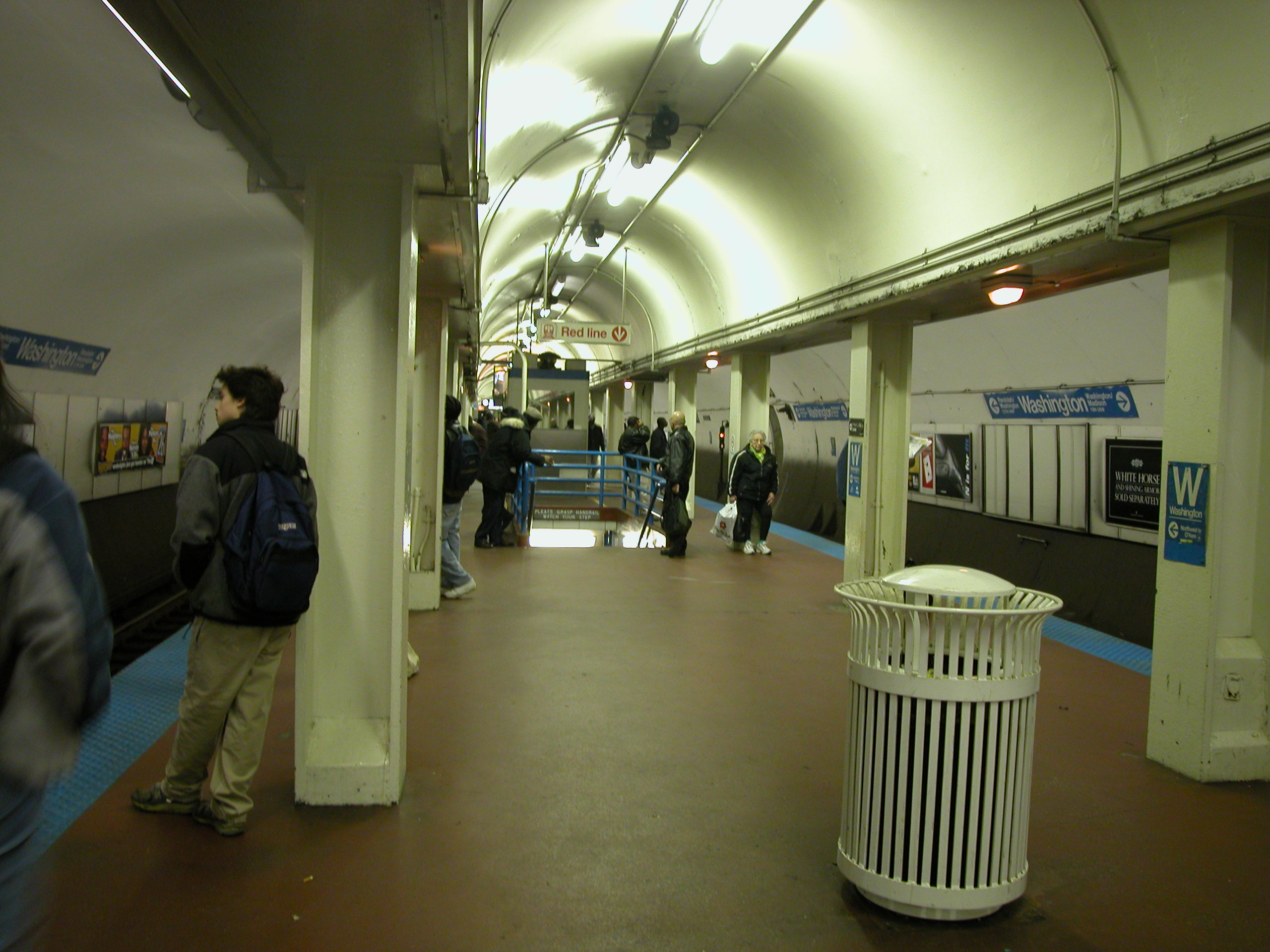
ایستگاه واشنگتن قبلاً یک اتصال تونل قبلی به خط قرمز بسته بود واشنگتن ایستگاه